# Karl Tersztyánszky von Nádas
Karl Tersztyánszky von Nádas, oficialmente Károly Tersztyánszky, también escrito alternativamente Tersztyánszky de Nádas (28 de octubre de 1854 - 7 de marzo de 1921) fue un general austrohúngaro que sirvió en la I Guerra Mundial.

## Biografía
Tersztyánszky nació en Szakolca en el Reino de Hungría (en la actualidad Skalica, Eslovaquia) el 29 de octubre de 1854. Se graduó en la Academia Militar Teresiana en Viena en 1877 y fue comisionado en el Ejército austrohúngaro. Después el oficial de dragones fue a la escuela de guerra, sirvió en el estado mayor y ocupó varios mandos en la caballería. Si bien su comportamiento obstinado, cascarrabias y exaltado a menudo lo metía en problemas, sus superiores con frecuencia lo elogiaban y gozaba del patronazgo del heredero al trono, el archiduque Francisco Fernando de Austria (hasta su asesinato en 1914), y del Jefe del Estado Mayor Franz Conrad von Hötzendorf. En 1913 Tersztyánszky fue promovido al rango de General der Kavallerie.
Cuando se inició la I Guerra Mundial Tersztyánszky, comandando el IV Cuerpo, servía como parte del 2.º Ejército en el frente balcánico. Más tarde ese año la unidad fue transferida al frente oriental para luchar en Galitzia y Polonia. A finales de la primavera de 1915 le fue dado el mando del efímero Grupo de Ejércitos Tersztyánszky, que pronto se convirtió en el 3.º Ejército, en Serbia. Sin embargo, más tardo ese año perdió el mando después de chocar con el Primer Ministro húngaro István Tisza.
Tersztyánszky tuvo que esperar hasta mediados de 1916 para una nueva asignación, ahora como recién ascendido a Generaloberst. Obtuvo el mando del 4.º Ejército durante la Ofensiva Brusilov, de nuevo en el frente oriental. Asumió el puesto del archiduque José Fernando de Austria que había sido depuesto por insistencia del general alemán Alexander von Linsingen por fracasos durante dicha campaña. En 1917 Tersztyánszky fue relevado una vez más después de chocar con von Linsingen, y debía liderar el 3.º Ejército nuevamente. Sin embargo fue relevado del mando por última vez cuando fue incapaz de mantener las líneas durante la Ofensiva Kerensky.
Tersztyánszky entonces sirvió en un puesto ceremonial como comandante del Escuadrón de Guardia Montada Imperial y Real. Se retiró finalmente en diciembre de 1918 después de terminada la guerra; y vivió en Viena hasta que murió ahí el 7 de marzo de 1921.

## Condecoraciones

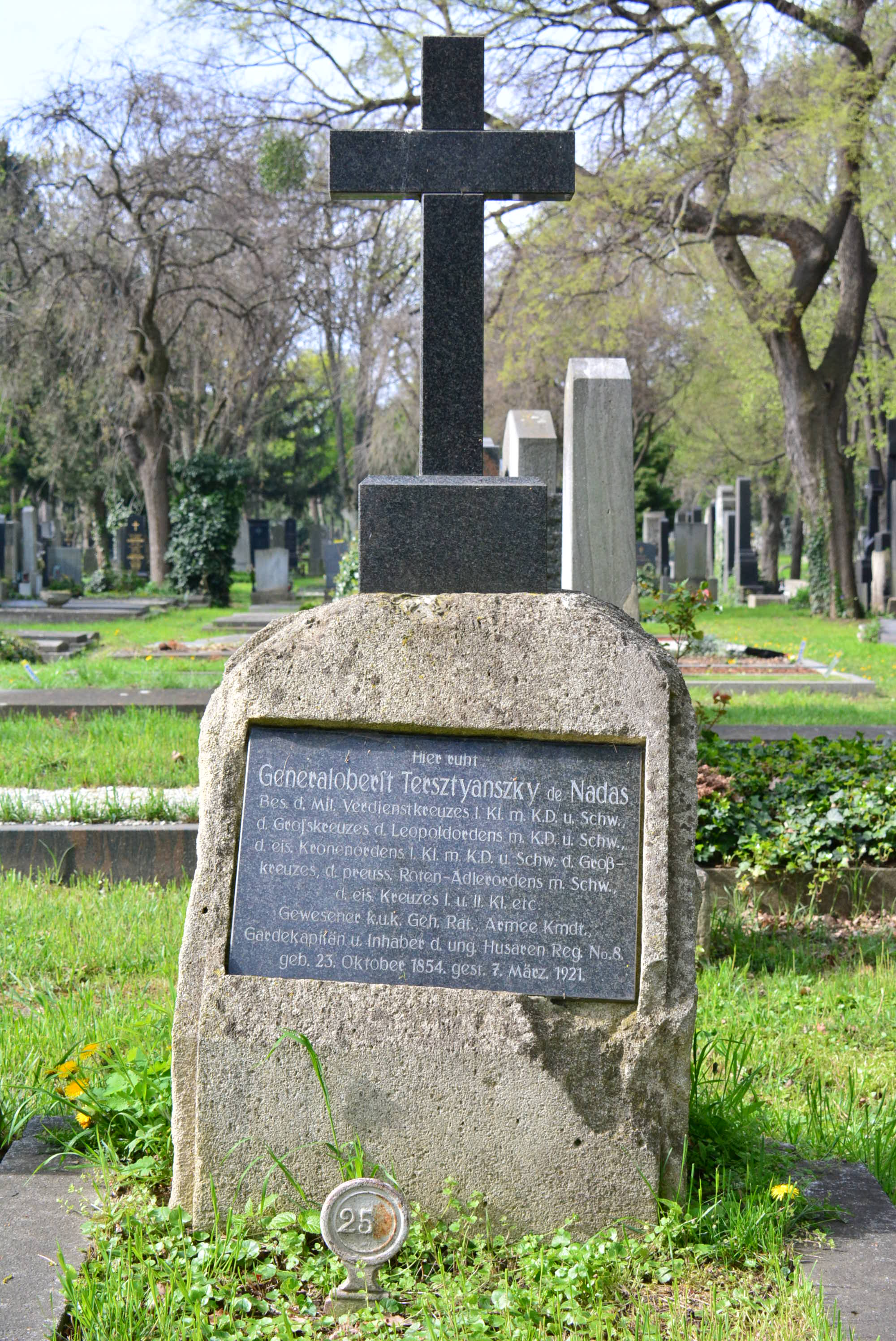
Tumba de Tersztyánszky.

Entre sus condecoraciones y reconocimientos se hallan:
- Gran Cruz de la Orden de Leopoldo (con Espadas y Decoración de Guerra)
- Orden de la Corona de Hierro 1.ª Clase (con Espadas y Decoración de Guerra)
- Cruz de Caballero de la Orden de Leopoldo
- Orden de la Corona de Hierro 3.ª Clase
- Cruz al Mérito Militar 1.ª Clase (con Espadas y Decoración de Guerra)
- Estrella de la Condecoración por Servicios de la Cruz Roja (con Decoración de Guerra)
- Medalla al Mérito Militar de bronce (en la cinta de la Cruz al Mérito Militar)
- Cruz al Largo Servicio para Oficiales 2.ª Clase
- Medalla de Jubileo de las Fuerzas Armadas de bronce
- Cruz de Jubileo de 1908
- Cruz de Movilización 1912/13
- Geheimrat
- Regimentsinhaber del Regimiento de Húsares N.º 8 "von Tersztyánszky"
- Gran Cruz de la Orden del Águila Roja (Prusia)[1]
- Cruz de Hierro 1.ª y 2.ª clases (Prusia)[1]